# شل لیک (ویسکانسین)
شل لیک، ویسکانسین  (به انگلیسی: Shell Lake) شهری در شهرستان واشبرن ایالت ویسکانسین است که در سال ۱۹۶۱ بنیان‌گذاری شده‌است. این شهر طبق سرشماری سال ۲۰۱۰ میلادی ۱٬۳۴۷ نفر جمعیت داشته‌است.